# Palisades (band)
Palisades was een Amerikaanse rockband afkomstig uit Iselin, New Jersey.

## Personele bezetting
Huidige leden
- Louis Miceli - leidende vocalen (2011–2023)
- Matt Marshall - slaggitaar (2011–2023)
- Xavier Adames - leidende gitaar (2011–2023)
- Aaron Rosa - drums (2011–2023)
- Earl Halasan – keyboards, synthesizers, programmering (2011–2016 & goodbye shows 2023),

Voormalige leden
- Brandon Reese – bas, achtergrondvocalen (2011–2016)
- Brandon Elgar - bas, vocalen (2016–2022)

Tijdlijn

## Discografie
Studioalbums
- Outcasts (2013)
- Mind Games (2015)
- Palisades (2017)
- Erase the Pain (2018)

Ep's
- I'm Not Dying Today (2012)